# Kristalfractionatie

Schematische weergave van het principe achter kristalfractionatie in een magma. Terwijl het magma afkoelt, verandert de compositie door het uitkristalliseren van verschillende mineralen. 1: olivijn kristalliseert; 2: olivijn en pyroxeen kristalliseren; 3: pyroxeen en plagioklaas kristalliseren; 4: plagioklaas kristalliseert. Op de bodem van het magmareservoir ontstaat ondertussen een cumulaatgesteente.

Kristalfractionatie, ook wel kristallisatiedifferentiatie, is het proces dat plaatsvindt wanneer in een magma (vloeibaar gesteente) bepaalde mineralen kristalliseren, terwijl andere componenten in de vloeibare fase blijven. Door de kristallisatie verdwijnen bepaalde componenten en scheikundige elementen uit de magma, die daardoor een andere samenstelling krijgt.

## Mechanisme
Grofweg zullen mafische mineralen bij hogere druk en temperatuur uitkristalliseren dan felsische. Bij het omhoog bewegen van magma zal deze daarom een steeds felsischer compositie krijgen. De volgorde van mineralen wordt beschreven door de Bowen-reactiereeks. Dit is echter maar een deel van het verhaal.
Welk mineraal uitkristalliseert in een magma hangt af van een groot aantal factoren. Een aantal factoren zijn de partiële druk en concentratie van water (H2O) en andere vluchtige bestanddelen in de magma; de concentraties van de verschillende componenten en elementen in de magma; en de druk en temperatuur en veranderingen daarin als de magma opstijgt en afkoelt. In tegenstelling tot stollingsprocessen aan het aardoppervlak, kunnen druk en temperatuur tijdens het omhoog bewegen van de magma dramatisch veranderen.
Aan de hand van experimenten zijn fasediagrammen voor vaste mengreeksen van mineralen opgesteld, die een hulpmiddel bieden om te bepalen wat precies uitkristalliseert onder een bepaalde druk, temperatuur en magmacompositie.
Bij kristalfractionatie worden incompatibele elementen gescheiden van compatibele. Compatibele elementen zijn elementen met een voorkeur voor de vaste fase omdat ze gemakkelijk in het kristalrooster van (mafische) mineralen passen. Incompatibele elementen blijven tijdens de kristalfractionatie in steeds hogere concentraties in de magma aanwezig. De laatst stollende magma is daarom vaak een belangrijke bron van ertsen van zware metalen.